# Der Schuh des Manitu (Musical)
Der Schuh des Manitu ist ein Musical von Martin Lingnau (Musik),  Heiko Wohlgemuth (Liedtexte), John von Düffel (Buch) und Andreas Gergen (Idee und Konzept) basierend auf dem gleichnamigen Film aus dem Jahre 2001.

## Handlung
Die Blutsbrüder Abahachi und Ranger leihen sich Geld beim Schoschonen-Häuptlingssohn Falscher Hase, um damit vom Ganoven Santa Maria ein (Stamm-)Lokal zu kaufen, doch dieses entpuppt sich nur als Kulisse. Der Häuptlingssohn flieht daraufhin mit dem Geld, wird aber von Santa Maria erschossen. Der Schoschonenhäuptling hält Abahachi und Ranger für die Mörder seines Sohnes, doch können diese dem Marterpfahl entkommen. Um an Geld zu gelangen, suchen die Flüchtigen nach Teilen einer Schatzkarte, die ihnen den Weg zu einem versteckten Edelstein weisen soll. Banditenboss Santa Maria erfährt davon und verfolgt die Flüchtigen, ebenso wie die Schoschonen, die anstelle des nicht vorhandenen Kriegsbeils einen Klappstuhl ausgegraben haben. Nach einigen Abenteuern gelangen schließlich alle zum Schuh des Manitu, einer Felshöhle. Bevor der Schurke in einer Güllegrube versinkt, kommt es zum Streit und anschließender Versöhnung zwischen Abahachi und Ranger.

## Musik
(Titel auf CD)
1. Wo die Schoschonen schön wohnen
2. Ein gemeinsames Ziel
3. Also gut, wir sind schlecht
4. Grmpfzl
5. Wieder mal am Marterpfahl
6. Es geht los!
7. Husch Husch
8. Glaub an dich
9. Du bist nicht allein
10. Ich trinke Ouzo
11. Wilder Westen
12. Ich brauch 'nen Mann, der jodeln kann
13. Muffins muss man haben
14. Wünsche werden wahr
15. Das Leben ist schön
16. Superperforator
17. Das Leben ist schön – Reprise
18. Ich kann nicht mit dir gehn
19. Ich kann nicht mit dir gehn – Reprise
20. Lebkuchenherz
21. Die Lorenfahrt
22. Finale

## Produktionen
Uraufführung im Theater des Westens, Berlin 2008
Stage Entertainment produzierte die Uraufführung des Musicals am 7. Dezember 2008 im Theater des Westens. Regie führten Gip Hoppe und Carline Brouwer, wobei Gip Hoppe während der Proben entlassen und durch Carline Brouwer ersetzt wurde. Das Bühnenbild stammt von David Gallo, die Choreografien von Dan Knechtges. Die Puppen wurden entworfen von Michael Curry. Musikalischer Direktor war Stephan Sieveking. Die letzte Vorstellung fand am 31. Mai 2010 statt.
Freilichtspiele Tecklenburg 2013
Die völlig neue Bühnenversion unter der Regie von Ulrich Wiggers war vom 22. Juni 2013 bis zum 25. August 2013 insgesamt 21 × auf der Freilichtbühne Tecklenburg zu sehen. Musik und Gesangsarrangements von Martin Lingnau, Buch: John von Düffel, Liedtexte und Co-Autor: Heiko Wohlgemuth.

## Besetzung
|                | in Berlin               | in Tecklenburg      | in Salzburg                          |
| -------------- | ----------------------- | ------------------- | ------------------------------------ |
| Abahachi       | Mathias Schlung         | Werner Bauer        | Mathias Schlung Daniel Wagner        |
| Ranger         | Mark Seibert            | Alexander Klaws     | Andreas Nützl                        |
| Winnetouch     | Veit Schäfermeier       | André Haedicke      | Marc Seitz                           |
| Uschi          | Michelle Splietelhof    | Femke Soetenga      | Julia-Elena Heinrich                 |
| Dimitri        | Detlef Leistenschneider | Thomas Hohler       | Fabio Diso                           |
| Santa Maria    | Ingo Brosch             | Reinhard Brussmann  | Axel Meinhardt                       |
| Hombre         | Peter Kaempfe           | Julian Looman       | Martin Trippensee Christoph Wieschke |
| Listiger Lurch | Eric Minsk              | Eric Minsk          | Matthias Herrmann                    |
| Falscher Hase  | Thomas Klotz            | Sebastian Brandmeir | Sebastian Smulders                   |

## Veröffentlichungen
- 2009 Der Schuh des Manitu – Cast-Album der Welt-Uraufführung

## Auszeichnungen
- 2009 kulturnews-Award der Zeitschrift kulturnews für „Bestes Entertainment 2008“

- 2013 – Die Aufführung des Musical – Der Schuh des Manitu – auf der Freilichtbühne Tecklenburg erhielt bei den Musical Awards 2013 des Musikmagazin „Da Capo“ vier Auszeichnungen in der Kategorie „Short Term Musical“: 2. Platz: Bestes Short Term Musical – Der Schuh des Manitu; 1. Platz: Beste Regie, Ulrich Wiggers; 1. Platz: Bester Darsteller (männlich), Alexander Klaws; 3. Platz: Beste Darstellerin (weiblich), Femke Soetenga.